# Kun Agüero
Sergio Leonel Agüero del Castillo (Buenos Aires, 2 de junio de 1988), también conocido como el Kun Agüero, es un exfutbolista, empresario y comentarista deportivo argentino que jugaba como delantero y su último equipo fue el F. C. Barcelona de la Primera División de España. Fue internacional con la selección Argentina desde 2006. Es considerado uno de los mejores delanteros de su generación y uno de los mejores jugadores en la historia de la Premier League inglesa según Daily Mirror y diversos medios, competición que disputó durante una década. Actualmente se desempeña como streamer, CEO del equipo de deportes electrónicos KRÜ Esports, presidente del equipo  Kunisports de la Kings League –una competición de fútbol 7– y comentarista para ESPN.
Agüero comenzó su carrera jugando para Independiente, y el 5 de julio de 2003 se convirtió, según el periodismo deportivo en ese momento, en el jugador más joven en jugar en la Primera División de Argentina el día de su debut con 15 años y 35 días, batiendo el récord que ostentaba Diego Maradona desde 1976. Tras una notable temporada 2005-06 fue transferido al Atlético de Madrid, donde se consolidó como uno de los jugadores de mayor proyección en Europa, ganando el Premio Don Balón, el Golden Boy —considerado como el Balón de Oro a los menores de 21 años—, y el Premio World Soccer al Mejor Jugador Joven del Mundo. Agüero anotó 101 goles en 234 partidos con el Atlético, ganando la Liga Europa y la Supercopa de Europa antes de recalar en el que fue el club más trascendente de su carrera, el Manchester City Football Club inglés, y al que debe sus mayores éxitos y reconocimientos.
En la última jornada de su primera temporada con «los citizens», anotó un gol en el tiempo de descuento que le dio el título de la Premier League al club tras 44 años de sequía. En la temporada 2014-15 ganó la Bota de Oro de la Premier League, y en noviembre de 2017 se convirtió en el máximo goleador de la historia del club. También fue incluido en el Equipo del Año por la PFA en las temporadas 2017-18 y 2018-19. Es el cuarto máximo goleador de la historia de la Premier League, y es el máximo anotador no-inglés en la historia de la competencia, con 184 goles. Agüero también tiene el récord de más hat-tricks logrados en la Premier League, con doce. El 23 de mayo de 2021, en su último partido disputado en Premier League marcó dos goles y se convirtió en el jugador con más goles anotados para un mismo club en la liga inglesa, con un total de 260 tantos. En toda su etapa en el club inglés ganó un total de cinco títulos de liga, seis Copas de la Liga, tres Supercopas de Inglaterra y una Copa FA, además de formar parte de la primera final en la UEFA Champions League de la historia del club en 2021.
En 2021, se unió al Barcelona en una transferencia gratuita, antes de retirarse del fútbol a los 33 años debido a problemas de salud en el mismo año. Jugó solo cinco partidos con el club, y su único gol llegó en el primer Clásico de la temporada 2021-22.
A nivel internacional representó a la selección argentina sub-20 en los Mundiales sub-20 de 2005 y 2007, ganando ambos campeonatos. Disputó los Juegos Olímpicos de Pekín 2008, anotando dos goles en las semifinales ante Brasil que permitieron que Argentina llegara a la final y ganara la medalla de oro ante Nigeria. Con la selección absoluta es el tercer máximo goleador de todos los tiempos y ha jugado más de 100 partidos, representó a Argentina en los Mundiales de 2010, 2014 —donde alcanzó la final— y 2018, además de las Copas América de 2011, 2015, 2016, 2019 y 2021, resultando campeón en esta última, jugando apenas unos minutos.

## Trayectoria

### Inicios
Sergio Agüero nació el 2 de junio de 1988 en el hospital Piñero, de la Ciudad de Buenos Aires y, luego, vivió casi toda su infancia en Quilmes. Es el segundo de los siete hijos de una familia humilde originaria de Tucumán, para cuyo bienestar económico su prominente carrera significó una gran ayuda. Fue en el ambiente familiar donde se ganó su sobrenombre de Kun, deformación de Kum-Kum, personaje de dibujos animados japonés del gusto del pequeño Sergio.
Tras dar sus primeros pasos en las precarias canchas de los clubes Loma Alegre (Quilmes) y Los Primos (Berazategui), llegó a Independiente, con nueve años de edad. En las divisiones inferiores (prenovena y novena) de dicha institución se consagró campeón por primera vez.

### Independiente
Debutó profesionalmente el 5 de julio de 2003, partido en que Independiente recibió a San Lorenzo por la última fecha del Torneo de Clausura 2003. Se trató de un encuentro sin importancia, con varios suplentes en ambos bandos. Oscar Ruggeri, entonces director técnico del club, decidió el ingreso del Kun a los 24 minutos del segundo tiempo en reemplazo de Emanuel Rivas. Con 15 años, 1 mes y 3 días, Agüero se convirtió en el jugador más joven en debutar en la Primera División Argentina, batiendo el récord impuesto por Diego Armando Maradona treinta años antes. Su actuación, en el marco de un partido apático, fue en general bien recibida por la prensa. Su debut coincidió, casualmente, con la despedida de quien probablemente fuera el último ídolo del Rojo hasta su explosión: Gabriel Milito, quien emigraba a España.
El diario deportivo Olé refirió:

Siete minutos después de entrar, Kun (así le dicen en el club) metió un lindo enganche y pasó con velocidad al ataque. Y luego una pared con Federico Insúa. Lo mejor: un pique rompiendo la defensa y un centro que no pudo conectar Maximiliano Ayala. Bien, ¿no?

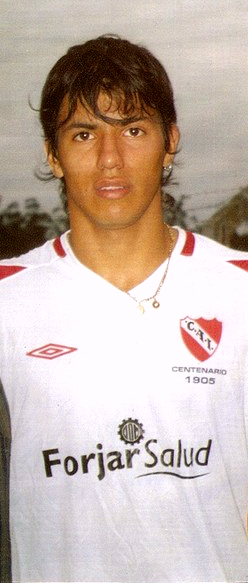
Agüero en 2005 como jugador de Independiente.

A pesar de su temprano debut, Agüero no volvió a ser tenido en cuenta por Ruggeri ni por su reemplazante Osvaldo Sosa en lo que restaba de ese año. Su situación cambió con el retorno de José Omar Pastoriza a la conducción de Independiente. Siete meses después de su primer partido, Sergio volvió a vestir la camiseta roja, frente a Cienciano de Perú, por la Copa Libertadores 2004, convirtiéndose así también en el jugador más joven en disputar la Copa Libertadores (récord que mantuvo durante tres años). Repitió un mes después ante El Nacional ecuatoriano, siendo estos sus únicos encuentros internacionales con el club. El 19 de junio en Rafaela, por el Torneo Clausura 2004, obtuvo por primera vez la titularidad y permaneció en el campo los 90 minutos.
Daniel Bertoni le dio cierto espacio como suplente, pero fue Pedro Monzón quien le confió la titularidad en los únicos tres partidos de su corto ciclo al frente de la institución, al cierre del Apertura 2004. Precisamente, en el primero de estos, ante Estudiantes, Sergio se encontró por primera vez con el gol: a los 23 minutos del primer tiempo disparó desde fuera del área grande, encajando la pelota en el ángulo superior izquierdo y marcando el 1-2. Era el 26 de noviembre de 2004.
En el Clausura 2005 César Luis Menotti le confió la titularidad en sus últimos tres partidos, antes de convertirse en la nueva víctima de la crisis del club. Entre ellos, el primero de sus tres enfrentamientos con el archirrival de Independiente, el Racing Club: el único encuentro que no ganó y el único en el que no marcó.
En la temporada 2005-06, con el respaldo de su mayor madurez y la experiencia del Mundial Juvenil de Países Bajos ganado con la Selección argentina, más la estabilidad de Julio César Falcioni como director técnico, Agüero vivió su etapa de explosión en el club de sus amores, que lo terminó catapultando a Europa. De los 38 partidos de la temporada solo estuvo ausente en dos, en ambos casos por suspensión, y marcó un total de 18 goles. El 11 de septiembre del 2005, Agüero hizo un gol memorable frente al clásico rival, Racing Club, tras eludir a un defensor y enganchar varias veces, cerrando la goleada por 4-0 a favor del Rojo.
Fue también en esta temporada en la que Agüero recibió su primera y única expulsión en Argentina. Fue tras un manotazo propinado a un rival en el encuentro ante Tiro Federal, por el Apertura 2005.
Su desempeño fue clave para el funcionamiento del equipo. Con actuaciones alabadas por la prensa, incluso llegó a hablarse de una posible convocatoria al Mundial 2006, que finalmente no se produjo.
Algunas de las mejores muestras de su desempeño se vieron precisamente en los clásicos contra Racing, siendo muy recordado por la afición roja su gol anotado en el encuentro correspondiente al Apertura 2005. También lo son los dos goles (sobre todo el segundo) convertidos en el Clausura 2006, y que significaron la victoria frente al vecino rival.
Su destacada actuación atrajo la atención de diversos clubes europeos, y antes de que finalizara el campeonato ya se especulaba con una posible transferencia al Atlético de Madrid. Por la fecha 17 del Torneo Clausura, ante Olimpo en Bahía Blanca, Agüero recibió su quinta amonestación. Ésta le impidió despedirse ante su gente en el clásico con Boca, a disputarse una semana después. El castigo llevó lágrimas a los ojos del Kun, tal como lo registraron las cámaras de televisión. En referencia al gol anotado de penal en dicho partido manifestó:

“Creo que fue mi último gol en Independiente”

Es que, después de Boca, solo restaba la visita a Rosario Central y Sergio, de no ser convocado al Mundial, era un candidato firme para representar a la Argentina en el Torneo Esperanzas de Toulon, lo que le impediría estar presente en la última fecha. Sin embargo, y debido precisamente tanto a que no estaba descartado de la convocatoria mayor como por su posible venta, fue descartado de esta selección juvenil.
Esto le permitió viajar a Rosario para disputar el que sería su último partido en Independiente, el 14 de mayo, encuentro en el que su equipo vio frustradas sus aspiraciones continentales por tercera temporada consecutiva, al caer por 2-0.
El 30 de mayo fue oficializado el traspaso del 90 % de su pase al Atlético de Madrid, a cambio de 20 millones de euros, marcando un récord tanto para el fútbol argentino como para la entidad española.

### Atlético de Madrid

#### 2006-09: Transferencia y rápido ascenso al estrellato

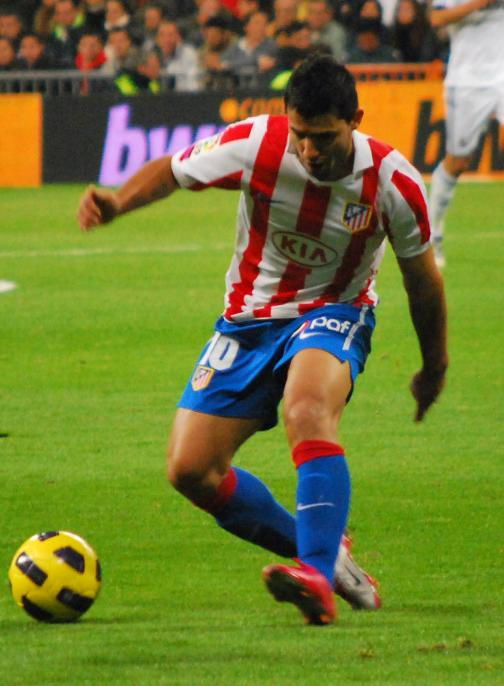
Agüero con Atlético de Madrid durante un derbi madrileño en la temporada 2010-11.

En mayo de 2006, Agüero se incorporó al club español Atlético de Madrid por una transferencia tasada alrededor de 20 millones de euros, rompiendo el récord de la transferencia más cara del club. A pesar de su poco tiempo en España, causó mucha controversia cuando anotó un gol con la mano ante Recreativo Huelva para ganar el partido en octubre del 2006. Acabó su primera temporada en España con solo 7 goles en todas las competencias, con el entrenador Javier Aguirre optando por haciendólo un cambio frecuente en los partidos para adaptarlo al fútbol europeo. El Atlético acabó séptimo, clasificándose a la Copa Intertoto.
Luego de la salida de su compañero de delantera Fernando Torres al Liverpool en el verano del 2007, Agüero aseguró su titularidad en la alineación de los Colchoneros y finalmente se convirtió en el jugador más importante del equipo con solo 19 años. En la temporada 2007-08 logró ser el tercer goleador de La Liga con 19 goles, detrás de Dani Güiza y Luís Fabiano, y fue segundo en el Trofeo Alfredo Di Stéfano. El Kun se ganó la aclamación por parte de la afición y los medios por su actuación ante el Barcelona en marzo del 2008, anotando un doblete, asistiendo en un gol, y logrando un penal para la victoria por 4 a 2. También anotaría goles ante importantes rivales como Real Madrid, Sevilla, Valencia y Villareal para lograr que el Atlético termine cuarto en la liga y se clasificara a la Champions League por primera vez en diez años.
En la temporada 2008-09 Agüero se afianzó como un goleador regular para el Atleti, estableciendo una dupla letal con el delantero uruguayo Diego Forlán, también un canterano de Independiente. El 16 de septiembre convirtió su primer gol en la Champions League en una victoria ante el PSV como visitantes, también asegurando la clasificación del equipo a octavos de final. En marzo de 2009, Forlán y el Kun anotaron ambos un doblete para derrotar a los líderes de La Liga, el Barcelona, con este último anotando el gol ganador sobre el último minuto. Con la ayuda de más goles vitales en un cierre de temporada formidable por parte de los Colchoneros, Agüero terminó dentro de los diez contendientes al Trofeo Pichichi, que acabaría siendo ganado por su compañero Forlán. Atlético volvió a acabar cuarto, clasificándose de nuevo para la Champions League.

#### 2009-11: Campeón de Europa League y salida
A pesar de no ser prolífico de cara al gol, Agüero tuvo otra buena temporada en la 2009-10, y fue aclamado por sus actuaciones claves en la temporada más exitosa del Atlético después de una década. El 3 de noviembre del 2009, anotó dos goles al Chelsea en un empate 2 a 2 por la Champions League en el Vicente Calderón. Los Colchoneros fueron eliminados de forma temprana en la competencia, pero les sirvió para alcanzar la final de la Europa League, donde Agüero asistió en dos goles anotados en el tiempo extra para derrotar al club inglés Fulham. También el Kun lideró al Atleti a alcanzar la final de la Copa del Rey, a pesar de que esta vez no fueron victoriosos, perdiendo ante el Sevilla en el Camp Nou el 19 de mayo.
El 27 de agosto del 2010, el Atlético ganó la Supercopa de Europa derrotando a los favoritos para el título, el Inter de Milán, por 2 a 0. Agüero dio la asistencia para el primer gol por parte de José Antonio Reyes, y aseguró la victoria anotando el segundo. El 4 de enero del 2011, el club confirmó por su página web que Agüero firmó su renovación de contrato hasta 2014. El día siguiente, fue confirmado como el nuevo segundo capitán, detrás de Forlán. La temporada 2010-11 fue sin dudas la más exitosa para Agüero en el Atlético, convirtiendo 20 goles en la liga por primera vez en su carrera. Desde marzo hasta mayo del 2011 estuvo en una racha de siete goles consecutivos, una marca que ningún otro jugador en Europa pudo igualar. Las últimas apariciones de Agüero para el Atlético fueron ante Mallorca el 21 de mayo, un partido donde alcanzó dos hitos. En una victoria por 4 a 3, anotó su primer triplete de su carrera, su segundo gol siendo el número 100 con el Atlético. Sin embargo, su poca celebración en sus goles dio especulación de que su marcha del club iba a ocurrir pronto.
El 23 de mayo, anunció por su página web que quería salir del Atlético Madrid y pidió formalmente la resolución de su contrato con el club. Agüero habló más tarde a ESPN que "no volvería al Atlético". En el mismo día que se convirtió oficialmente en un jugador del Manchester City, Atlético tuvo un partido por las clasificatorias para la Europa League ante el Strømsgodset IF, donde un grupo de aficionados colchoneros sostuvieron una bandera que decía "Agüero, muérete" como una reacción a la venta del delantero al City luego de que el haya manifestado su deseo de ser transferido del club pocas semanas después de pedir la resolución de su contrato. Con el dinero de su venta, el Atlético Madrid fichó al delantero colombiano Radamel Falcao como su reemplazante.

### Manchester City

#### 2011-12: Transferencia récord y campeón de Premier League
El 28 de julio del 2011, el Manchester City confirmó que Sergio Agüero había firmado un contrato por cinco años, por un precio de 35 millones de euros. Debutó oficialmente el 15 de agosto en una victoria 4 a 0 contra el Swansea, donde entró como suplente en el minuto 59, y metió su primer gol solo nueve minutos después de su ingreso, luego de empujarla tras un centro raso del lateral Mikah Richards. Tres minutos después, asistió a David Silva para el tercer gol del City, y terminó de redondear su debut con un golazo de 30 metros de distancia. Varios periodistas y críticos alabaron el debut de Agüero, con varios sugiriendo en que posiblemente era uno de los mejores en la historia del fútbol inglés.
En los siguientes partidos, el futbolista argentino completó un espectacular inicio en la Liga inglesa con 6 goles en 4 partidos, consiguiendo su primer "hat-trick" en la Premier League el 10 de septiembre ante el Wigan. El 14 de septiembre debutó con el Manchester City en la Liga de Campeones en el empate a uno frente al S.S.C. Nápoles y el 18 de octubre consiguió su primer gol en esta competición con la camiseta del City. Sergio comenzó el partido correspondiente a la cuarta jornada de la fase de grupos en el banquillo pues volvía a una convocatoria después de superar una lesión. Entró al campo en el minuto 62 sustituyendo, de nuevo, a Nigel de Jong cuando el marcador mostraba un empate a uno en casa frente al Villarreal y en el último suspiro del partido, cuando ya pasaban unos segundos de los tres minutos añadidos por el árbitro, Agüero empujó al fondo de la portería un centro de Pablo Zabaleta prolongado por David Silva poniendo el definitivo dos a uno en el marcador. El 23 de octubre, Agüero participó en su primer derbi de Mánchester, donde anotó un gol tras un centro de Mikah Richards, finalizando el partido en una histórica goleada por 6 a 1 del City al United.

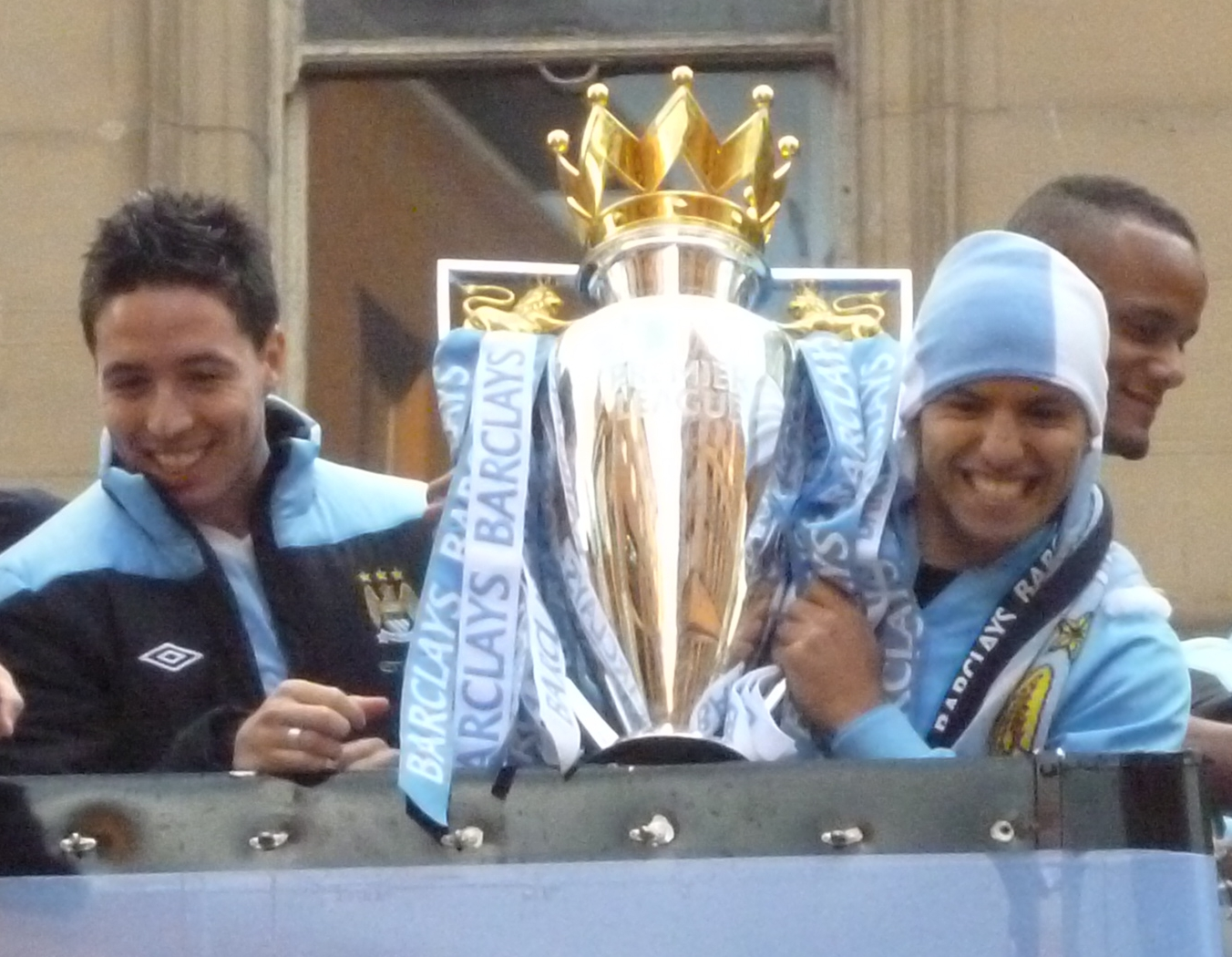
Agüero (derecha) y Samir Nasri con el trofeo de la Premier League.

En la jornada siguiente de Liga de Campeones, el 2 de noviembre de 2011, de nuevo frente al Villarreal, disputó su partido número 300 entre todas las competiciones disputadas con los clubes Independiente, Atlético de Madrid y Manchester City. El 29 de noviembre debutó anotando un gol en la Carling Cup en la victoria cero a uno frente al Arsenal en el partido de cuartos de final de la competición, clasificando de esta manera para las semifinales. El 8 de enero de 2012 debutó, también anotando un gol, en la FA Cup en la derrota por dos a tres ante el Manchester United en el partido correspondiente a la tercera ronda en la que su club quedó eliminado. El 16 de febrero de 2012 debutó en los dieciseisavos de final de la Europa League (competición a la que el Manchester City había accedido producto de su eliminación de la Liga de Campeones), de nuevo, anotando un gol. Sergio saltó al campo en el minuto 78 cuando el marcador era de empate a uno frente al Oporto y en el minuto 85 consiguió el gol que hizo el definitivo uno a dos. El 14 de abril, anotó dos goles ante una victoria 6 a 1 ante el Norwich City, superando la barra de los 20 goles en la Premier League en tan solo su primera temporada. El 4 de mayo, Agüero fue nombrado el Jugador del Manchester City del Año. Su primer gol en la goleada ante el Norwich también le valió para ganar el premio al Gol de la Temporada.

##### Último partido de la temporada
Cinco victorias seguidas del City le permitieron acortar una distancia de ocho puntos contra el Manchester United, terminando las últimas jornadas del calendario liderando por gol de diferencia. Enfrentándose al Queens Park Rangers, quien estaba en riesgo de descenso, el City debía lograr un mejor resultado que el del United contra el Sunderland. En el minuto 66, el defensor del QPR Joey Barton fue expulsado luego de golpear al compañero de Agüero Carlos Tévez en la cara. Después de que le mostraran la tarjeta roja, Barton procedió a golpearle el tobillo a Agüero e intentar atacar a Vincent Kompany, pero fue retenido por Mikah Richards. A pesar de eso, QPR siguió adelante en el marcador por 2 a 1, mientras que el United le estaba ganando 1 a 0 al Sunderland. En respuesta, el entrenador del City Roberto Mancini ingresó a los delanteros Edin Džeko y Mario Balotelli para intentar revertir el resultado y conseguir dos goles para el título. Cinco minutos de adición fueron agregados mientras que los resultados del City y el United seguían iguales. Dzeko igualó el partido para dar un poco de esperanza, pero el United acabó su partido con una victoria. Entonces, en el minuto 94, Agüero recibió una pelota de Balotelli, dribleó dentro del área de penal, y remató un potente disparo al primer palo que acabó en la victoria del City y su primer título de liga desde 1968. El gol de Agüero provocó la locura en el Etihad Stadium, y el delantero fue tirado al piso por todos sus compañeros que no paraban de abrazarlo. Kompany declaró que Agüero estaba llorando en el piso, y cuando le preguntaron si este estaba llorando en el desfile del equipo al día siguiente, dijo: "Sí, un poco".

#### 2013-14: Segunda Premier League

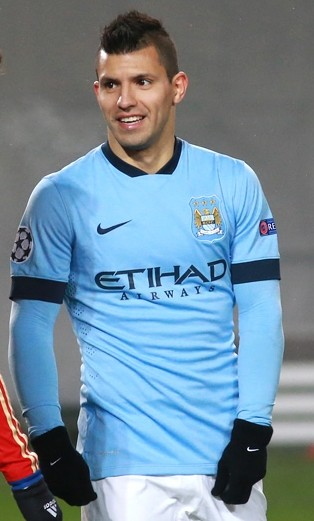
Agüero con el Manchester City en 2013.

A pesar de un buen arranque en la temporada 2012-13, con una victoria en la Community Shield contra el Chelsea en Villa Park por 3 a 2, Agüero tuvo que ser sustituido en el primer juego de liga ante el Southampton debido a una lesión de tobillo, por lo que no pudo disputar un partido ante el Real Madrid por la Champions League. Luego de ese partido, Agüero declaró que hubiese fichado por el Real Madrid si estos hubiesen hecho una oferta por él en 2011, pero luego pasó a decir "que no le dejaron otra opción que fichar por el City". El Kun regresó en un empate 1 a 1 contra el Arsenal por la Premier League y anotó su primer gol en la temporada ante Fulham el 29 de septiembre. Sin embargo, cuando estaba recuperando su mejor momento de forma volvió a lesionarse en una victoria 3 a 0 ante el Stoke el 2 de enero.
Luego de ayudar a que el City clasifique a los cuartos de final de la FA Cup tras anotarle un doblete al Leeds United, Agüero volvió a recaer de su lesión del tobillo en una victoria 2 a 0 ante Chelsea el 24 de febrero, perdiéndose dos partidos para las Eliminatorias del Mundial de Brasil 2014 con la selección argentina. Sin embargo, en su regreso, anotó un golazo en el derbi de Mánchester en el minuto 78 tras ingresar como substituto de Samir Nasri. Luego, anotó un gol de cabeza ante el Chelsea por las semifinales de la FA Cup que permitieron que el City alcance la final. En el minuto 82 del partido, Agüero le dio una patada con las dos piernas a David Luiz luego de que el defensor lo haya tackleado a él previamente. Esto produjo de que evitara ser expulsado del partido por poco, con la FA anunciando que Agüero no iba a ser sancionado luego de que el árbitro del partido Chris Foy haya visto el incidente y haya actuado de buena manera. Sin embargo, mucha gente estuvo en desacuerdo con esta decisión y sintieron que la FA estuvo mal en su acto. Más tarde, el 17 de abril, Agüero reveló que se había disculpado con David Luiz tras su feroz enfrentamiento. El 11 de mayo, fue titular en la final de la FA Cup donde el Manchester City perdió ante todo pronóstico contra el Wigan por 1 a 0. El 25 de mayo, a pesar de que había rumores sobre un posible interés del Real Madrid sobre Agüero, el Kun acabó confirmado su renovación de contrato con el conjunto citizen hasta 2017, declarando su compromiso con el club inglés.
Para la temporada 2013-14, Agüero tuvo un increíble comienzo, anotando 5 goles en 4 partidos entre el 5 de octubre y el 2 de noviembre del 2013, siendo nombrado el Jugador del Mes de la Premier League por primera vez. El 24 de noviembre, luego de convertir su noveno y décimo gol de la temporada en una victoria 6 a 0 ante el Tottenham, Agüero superó a Thierry Henry como el jugador con el promedio de gol más alto por minuto en la historia de la Premier League. También tuvo una excelente actuación por la Champions League, anotando seis goles de cinco partidos por fase de grupos, asegurando el pasaje a octavos de final por primera vez para el Manchester City.
El 2 de marzo de 2014, regresó tras una lesión para la final de la League Cup ante el Sunderland en la victoria del City por 3 a 2 en Wembley, siendo el segundo título del Kun con los citizens. Para el 21 de abril, anotó su primer gol desde enero, en una derrota ante el WBA en el Etihad Stadium. Sin embargo, y a pesar de su mal momento de forma, el City acabó asegurando su segundo título de liga en tres temporadas, con Agüero anotando 17 goles en 23 partidos.

#### 2015-16: Éxito individual y récords

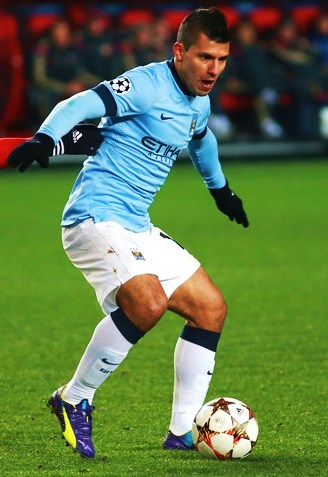
Agüero jugando contra el CSKA de Moscú en octubre de 2014.

Luego de firmar una renovación de contrato en agosto de 2014 por cinco años más, anotó su primer gol en la primera jornada de la Premier League 2014-15 ante el Newcastle. Debido a su descanso tras regresar del Mundial de Brasil, Agüero fue utilizado como suplente en la segunda fecha ante Liverpool, entrando por Edin Džeko y anotando el tercer gol para la victoria 3 a 1. El 18 de octubre de 2014, anotó los cuatro goles de la victoria 4 a 1 ante el Tottenham, dos de los cuales fueron penales; tuvo otra chance de penal, pero fue atajado por Hugo Lloris. Esto hizo que el Kun llegara a 61 goles por Premier League con los Citizens, superando a su compatriota Carlos Tévez por el récord como el máximo goleador de la competencia en el club. En la temporada, fue el primer jugador en llegar a los diez goles en Premier League, al anotar el único gol del derbi de Mánchester del 2 de noviembre.
Tras marcarle un triplete al Bayern de Múnich por la fase de grupos de la Champions League, Agüero fue elegido como el Jugador del Año por La Football Supporters 'Federation durante 2014. También fue premiado de nuevo como el Jugador del Mes de la Premier League por noviembre del 2014, un mes donde anotó tres goles y asistió en otros dos. El 21 de febrero de 2015, anotó el gol de penal más rápido de la historia de la Premier League desde 1994, al convertirle un penal al Newcastle con solo 72 segundos en juego.
El 12 de abril, fue el autor de un doblete en la derrota por 4 a 2 en el derbi de Mánchester en Old Trafford. Su segundo gol del partido le valió para alcanzar los 100 goles con la camiseta del Manchester City. Superó los 30 goles de la temporada luego de anotarle un triplete al Queens Park Rangers por Premier League en una victoria 6 a 0 que sepultó al descenso a los rivales. El 24 de mayo, durante el último partido de la temporada del City ante el Southampton, Agüero anotó su gol número 26 en la Premier League, ganando la Bota de Oro de la temporada por primera vez en su carrera. A pesar de su prolífica temporada, la liga se la acabaría llevando el Chelsea.
Ya en la temporada 2015-16, durante la victoria del City por 2 a 0 ante el Everton el 23 de agosto, Agüero paró el juego alertando que un aficionado del Everton necesitaba urgencia médica. El delantero notició al árbitro y a los jugadores del partido para que el hombre recibiera la atención necesaria. El 3 de octubre, anotó cinco goles contra el Newcastle para remontar una victoria por 6 a 1, una marca que solo habían conseguido Andy Cole, Alan Shearer, Jermain Defoe y Dimitar Berbatov en un juego de Premier League. Sus cinco goles en 23 minutos de juego lo hicieron la forma más rápida en llegar a la marca desde la aparición de la Premier League en 1992. Cuatro minutos después de marcar su quinto gol, Agüero fue reemplazado del partido por el entrenador Manuel Pellegrini, a lo que el delantero argentino se mostró molesto por la decisión.

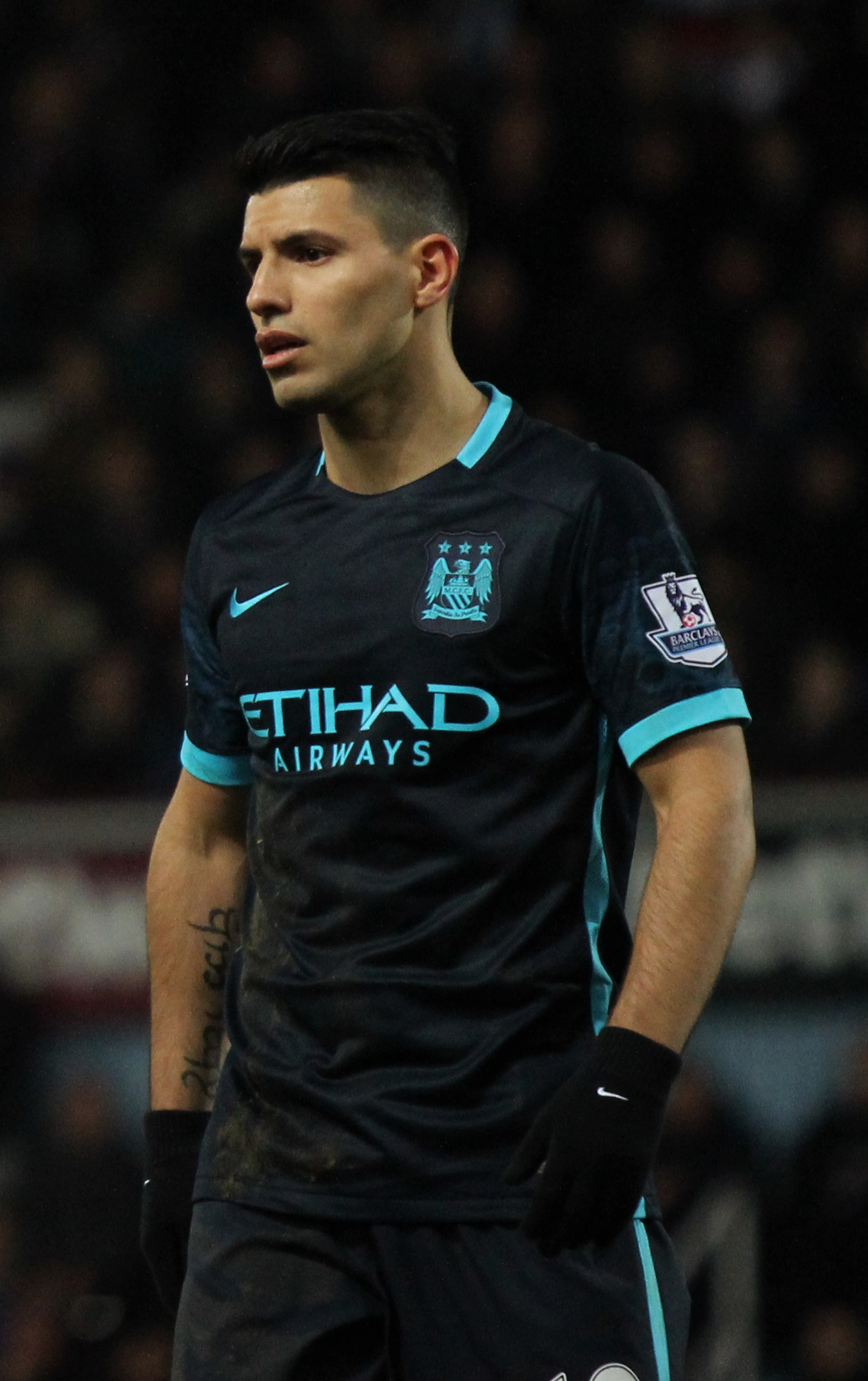
Agüero en 2016 jugando contra el West Ham United.

El 8 de octubre, durante un partido por las Eliminatorias para el Mundial 2018 ante Ecuador, Agüero fue sacado del partido por una nueva lesión del tendón, con el delantero saliendo en lágrimas. Esto hizo que se perdiera el derbi de Mánchester, y tenga que regresar ocho semanas después en un partido ante Liverpool, donde anotó en la derrota por 4 a 1; ese fue su gol número 85 en la Premier League, haciéndolo el máximo goleador sudamericano de la competición, superando a su compatriota y excompañero Carlos Tévez.
En abril de 2016, le anotó un triplete al Chelsea en Stamford Bridge, convirtiéndose en el tercer jugador visitante en anotar esta cantidad de goles por Premier League en ese estadio, y el quinto jugador en lograr tres temporadas seguidas con 20 goles. Tres días después, llegó a los 100 goles por Premier League en un empate 1 a 1 ante Newcastle. Llegó a esta marca en 147 partidos, el segundo en hacerlo más rápido tras Alan Shearer, que llegó con solo 124. Este gol también fue el sexto hacía el Newcastle en la temporada, haciéndolo el sexto jugador durante la era de la Premier League en anotarle seis goles al mismo club durante la misma campaña. El Kun acabó la temporada 2015-16 de la Premier con 26 goles, solo uno detrás de Harry Kane e igualando a Jamie Vardy en la carrera por la Bota de Oro de la liga. Sin embargo, con sus goles viniendo de 30 partidos disputados, Agüero logró el mejor promedio de gol por partido de la liga.

#### 2016-20: Máximo goleador del club y mejor campeonato de la Premier League
El 13 de agosto del 2016, Agüero anotó su primer gol competitivo en Manchester City bajo las órdenes del nuevo entrenador del club, Pep Guardiola, en una victoria por 2 a 1 ante el Sunderland en el día de inicio de la Premier League 2016-17.
El 28 de agosto, en un partido de liga ante West Ham, Agüero chocó con el defensor rival Winston Reid en su garganta con su codo, un incidente que no fue castigado por el árbitro del partido. Reid perdió su voz con el choque, por lo que tuvo que ser sustituido. La FA le dio a Agüero tres fechas de suspensión por conducta violenta, acusándolo de actuar en una "actitud agresiva que excedió la fuerza y lo brutal".
Durante noviembre, anotó su gol 150 por Manchester City en un empate 1 a 1 ante el Middlesbrough. En diciembre, fue expulsado en una derrota ante Chelsea luego de derribar a David Luiz y se le dio una suspensión de cuatro fechas. Luego de anotarle al Liverpool su gol 124 en la Premier en una victoria 5 a 0, esto hizo que el Kun se convirtiera en el jugador no-europeo más goleador de la historia de la competencia, superando al trinitense Dwight Yorke. Una semana después, le anotó un triplete al Watford para poner al City como líderes de la tabla. El 28 de septiembre, Agüero se vio envuelto en un accidente de carretera luego de atender un concierto de Maluma en Ámsterdam, donde un taxi se estrelló con un poste de luz. Se quebró una costilla y estuvo afuera por dos semanas.
El 21 de octubre, Agüero anotó su gol 177 para el Manchester City en una victoria 3-0 al Burnley, igualando el récord de Eric Brook. Esta victoria también alargó la racha de 11 victorias seguidas del City, otro récord del club. Superó el récord con su gol 178 en una victoria 4-2 ante el Napoli que hizo que el equipo avance para la fase eliminatoria de la Champions League.
En enero, anotó su segundo triplete de la temporada al Newcastle, instaurando la marca de su gol 350 durante su carrera. Más tarde fue premiado con el Jugador del Mes por enero, ganando el premio por quinta vez en su carrera. El 10 de febrero, le anotó cuatro goles al Leicester City en su tercer triplete en la temporada. Abrió el marcador en la final de Copa de la Liga ante el Arsenal tras batir al arquero gunner David Ospina, que desencadenó la victoria 3 a 0 de los Citizens. Sin embargo, la temporada no acabaría superando las expectativas, al perder la liga ante el Chelsea y quedar eliminado de la Champions ante el Mónaco en octavos de final.
Durante el primer juego de la temporada 2018-19 del City, Agüero anotó un doblete para la victoria de la Community Shield ante Chelsea, el primero siendo su 200° gol con el club. El 19 de agosto, anotó su noveno triplete en la Premier League al Huddersfield Town, poniendolo solo a dos del récord de Alan Shearer de 11. También superó a Robin van Persie para entrar en la lista de los diez máximos goleadores históricos de la liga, y se ubicó en el segundo lugar de los anotadores extranjeros, solo detrás de Thierry Henry con 175. El 21 de septiembre, el club anunció que Agüero firmó un nuevo contrato que lo mantendría en el Etihad Stadium hasta 2021.
El 4 de noviembre, Agüero anotó su gol 150 en la Premier League en su partido 217; se convirtió en el noveno jugador en la historia en alcanzar esta marca, y el tercero en hacerlo con un solo club, junto a Henry y Wayne Rooney. También fue el segundo jugador más rápido en alcanzar esta marca, solo por detrás de Alan Shearer que le tomó cinco partidos menos. El 11 de noviembre, Agüero anotó un doblete al Manchester United, haciéndolo el máximo anotador del derbi de Mánchester durante la era de la Premier League (junto a Rooney). El 3 de febrero le anotó un triplete al Arsenal, incluyendo un gol en solo 48 segundos, aumentando su número de hat-tricks de Premier a 10. El 10 de febrero anotó su undécimo triplete al Chelsea en una goleada 6-0, que hizo que igualara el récord de Shearer. Este triplete hizo que también Agüero superara el récord de Tommy Johnson y Eric Brook de 158 goles en liga con el club, y estableciendo un nuevo récord con 160 goles. El mes siguiente, anotó un doblete para una goleada 7-0 (10-2 en el global) ante el Shalke por Champions League, ayudando a establecer el récord del club por la victoria más abultada por una fase eliminatoria en la historia de la competencia.
El 10 de agosto Agüero entró como suplente de Gabriel Jesús, en un partido que fue dominado por la introducción del VAR, en el London Stadium del West Ham. Con la victoria 3 a 0 del City, le dieron un penal por una falta a Riyad Mahrez que Agüero tomó y acabó siendo atajado por Łukasz Fabiański. Sin embargo, el VAR actuó y permitió que el penal fuera relanzado por invasión de Declan Rice. Agüero anotó su segunda oportunidad para acabar ganando 5 a 0 el partido y empezar la defensa por el título del City. El 12 de enero del 2020, Agüero anotó su duocénimo triplete en su carrera en la Premier League ante el Aston Villa en una victoria 6 a 1 en Villa Park, superando la marca de 175 goles de Henry.

#### 2020-21: Última temporada en Mánchester
Luego de varias semanas de estar afuera debido a una rotura de menisco, Agüero retornó a la acción el 17 de octubre de 2020 contra el Arsenal en el Etihad Stadium. El 21 de octubre, anotó su primer gol en la temporada en una victoria 3 a 1 contra el Porto por la Champions League 2020-21. El 13 de marzo, el Kun convirtió su primer gol en la Premier desde enero del 2020 en una victoria 3 a 0 ante Fulham. El 29 de marzo de 2021, el Manchester City emitió un comunicado oficial anunciando que Agüero abandonaría el club luego de la finalización de su contrato.
El 23 de mayo de 2021 jugó su último partido en Manchester City por la Premier League, ingresando a los 65 minutos del segundo tiempo y convirtiendo en dos ocasiones a los minutos 71 y 76, con estos superó a Wayne Rooney como el futbolista que más goles anotó en toda la historia con el mismo club en la Premier League. Esta marca también lo hizo quedar a solo 3 goles del podio de los máximos goleadores históricos de la Premier League, detrás de Andy Cole y delante de Frank Lampard.
También ingresó el 29 de mayo de 2021 como sustituto a los 77´ de la final de la Champions League, contra el Chelsea FC. No pudo desequilibrar el resultado y terminó subcampeón pues perdieron 0-1.
Al retirarse, decidió homenajear a los empleados del Manchester City, y entre varios regalos que les hizo, sorteó entre todos ellos una camioneta Range Rover Evoque y luego se la entregó, en persona, al ganador. Además, donó una gran suma de dinero al pozo común que utilizan en el club para los regalos de Navidad de toda la gente contratada. El monto se entrega al final de cada temporada y es recolectada por todos los integrantes del primer plantel del City.

### Incidente cardíaco y su obligatorio retiro del fútbol profesional en Barcelona en 2021
Dos días después de la final de la Liga de Campeones, el Fútbol Club Barcelona confirmó oficialmente en sus redes sociales la incorporación de Agüero, sellando su retorno a la liga española después de 10 años en el fútbol inglés.
Pese a los buenos augurios únicamente pudo disputar cinco encuentros con el conjunto catalán: en primer lugar por una lesión en la pantorrilla que lo apartó de las canchas en el inicio de la temporada, y luego una vez recuperado, el 30 de octubre sufrió una arritmia cardíaca durante el transcurso del partido contra el Deportivo Alavés. De inmediato, fue trasladado en ambulancia al Hospital de Barcelona donde se indicó un tratamiento que en teoría, duraría unos tres meses alejado de las canchas. Desafortunadamente el jugador argentino recibió la triste noticia por parte de los doctores que lo atendieron, que en sus resultados y estudios médicos posteriores al incidente ocurrido en el Camp Nou previamente, demostraron que si seguía jugando al máximo nivel de competencia, esto significarían un altísimo riesgo para su salud y sobre todo para su vida, por lo que finalmente el 15 de diciembre de 2021 y mediante una conferencia de prensa en el Camp Nou y con mucho pesar anunció su completo retiro del fútbol profesional por cuestiones de salud.
En el brevísimo periodo logró anotar un tanto, el 24 de octubre, en la derrota 1-2 en «el Clásico» ante el Real Madrid Club de Fútbol. Fue su último gol como profesional.

## Selección nacional

### Categorías inferiores

#### Selección sub-16
Agüero disputó su primer torneo oficial con la selección Argentina en el Campeonato Sudamericano Sub-16 de Paraguay 2004. Disputó los cinco partidos de su equipo y marcó tres goles, llegando hasta la fase semifinal, donde cayó con Colombia.

#### Selección sub-20
El Kun, disputó dos Mundiales con la selección de fútbol sub-20 de Argentina, estos fueron la Copa Mundial de Fútbol Sub-20 de 2005 en Países Bajos y la Copa Mundial de Fútbol Sub-20 de 2007 en Canadá, resultando campeón en ambos.
En Países Bajos, siendo el más joven de la campaña (un año menor que Lionel Messi, el siguiente en la lista), tuvo una participación secundaria. Disputó cuatro de los siete partidos (incluyendo la semifinal y final), siempre ingresando como suplente, y no marcó goles. En la final contra Nigeria, recibió una falta en el área que Messi convirtió en gol, permitiendo la victoria y el título.
Fue en Canadá, ya con experiencia europea y de selección mayor, donde Agüero se convirtió en capitán y conductor de su selección rumbo a su sexta corona. Sergio disputó los siete partidos como titular, convirtiendo seis goles y mostrando un gran nivel, lo que le mereció el galardón del Balón de Oro y Bota de Oro (mejor jugador y goleador respectivamente) y se convirtió en el tercer jugador de la historia en obtener dos títulos sub-20.

#### Selección olímpica
Tras ser convocado para los amistosos preparatorios frente a Guatemala (del que se ausentó por una lesión) y Cataluña (no oficial, disputado el 24 de mayo de 2008), Sergio formó parte de la lista definitiva del director técnico Sergio Batista para defender el oro en los Juegos Olímpicos de Pekín 2008.
Agüero disputó cinco de los seis partidos de su selección, todos como titular. A pesar de ello no pudo marcar sino hasta las semifinales, donde cumplió un muy destacado papel frente a Brasil, anotando dos goles y recibiendo una falta en el área que Juan Román Riquelme convirtió en el tercero. El 23 de agosto, con Sergio en la cancha, Argentina venció a Nigeria por 1-0 en el Estadio Nacional de Pekín, obteniendo así la medalla de oro, tercer título oficial para Agüero con su selección.
| Torneo                | Sede  | Resultado      | Partidos | Goles | Asist. |
| --------------------- | ----- | -------------- | -------- | ----- | ------ |
| Juegos Olímpicos 2008 | Pekín | Medalla de Oro | 5        | 2     | 0      |
| Total                 | Total | Total          | 5        | 2     | 0      |

### Selección absoluta

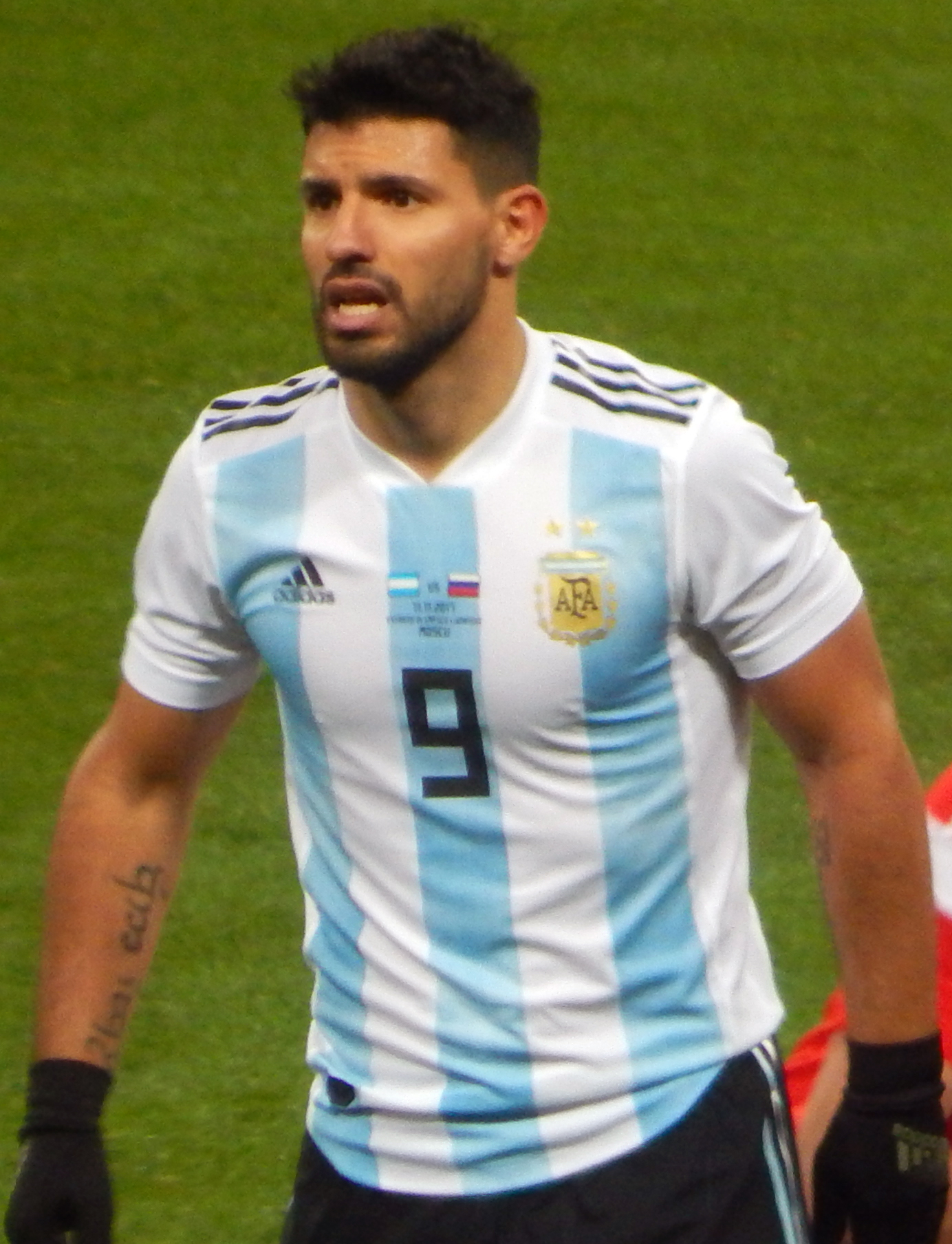
Agüero disputando un amistoso con la Selección Argentina frente a Rusia.

Tras ser dejado de lado por José Pékerman en la convocatoria para el Mundial 2006, Agüero debutó en el primer amistoso de la Era Basile. Fue en la derrota frente a Brasil en el Emirates Stadium de Londres, el 3 de septiembre de 2006. Sergio ingresó por Carlos Tévez a los veinte minutos del segundo tiempo. Posteriormente disputó los amistosos frente a España (2006), Francia y Australia (2007), ingresando como suplente y sin anotar. Por competiciones oficiales, quedó fuera de la lista definitiva para la Copa América 2007 (lo que le permitió disputar y ganar el Mundial Sub-20), pero formó parte de las dos primeras convocatorias para las Eliminatorias. El 17 de noviembre, en el Estadio Monumental y frente a Bolivia, fue titular por primera vez en la Selección mayor y anotó su primer gol, abriendo el marcador a los 41 minutos mediante un cabezazo.

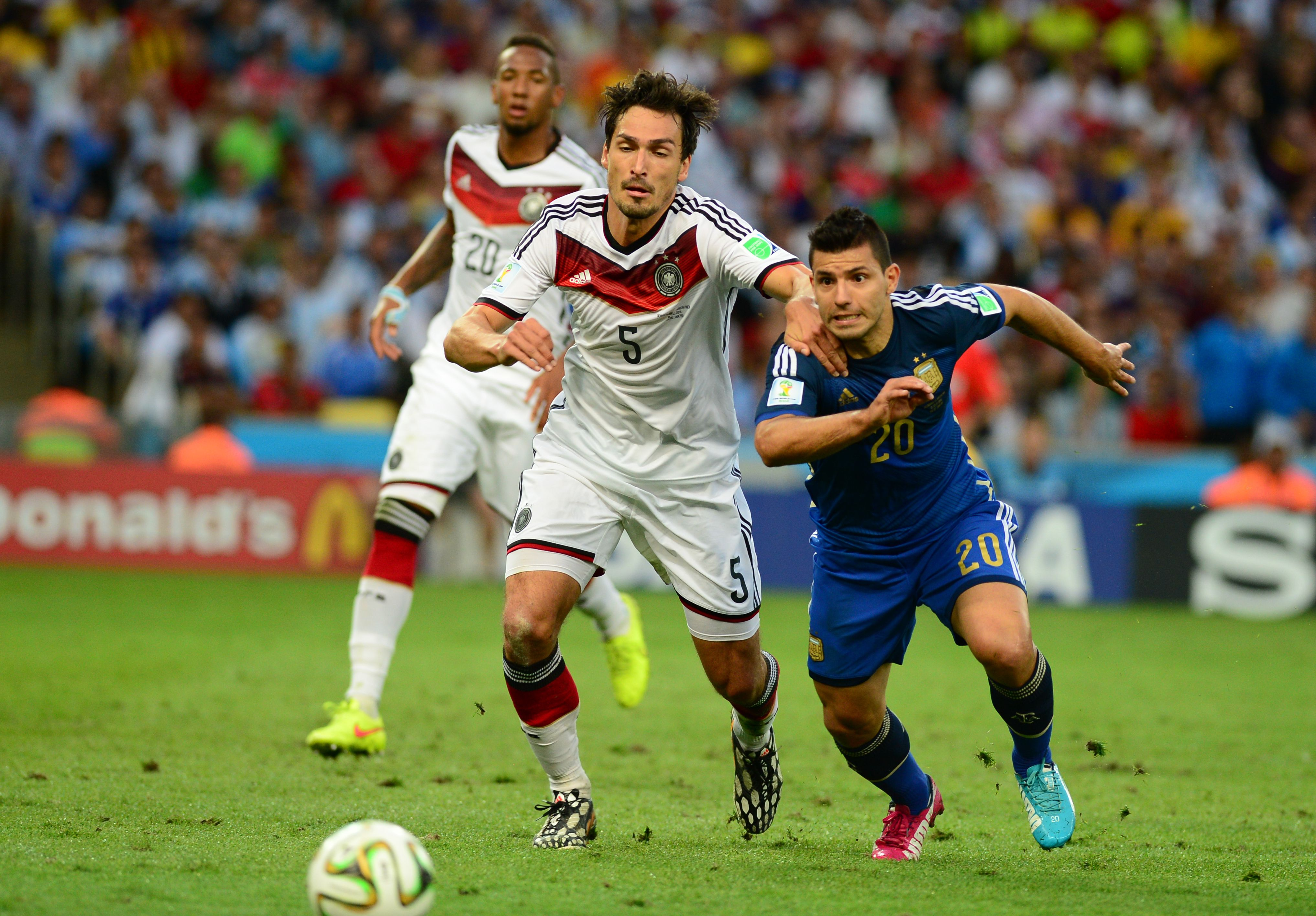
El alemán Mats Hummels y Agüero en una jugada durante la final de la Copa Mundial de 2014.

El 31 de mayo de 2011 Sergio Batista oficializó una lista preliminar de jugadores para disputar la Copa América 2011 entre los que se encontraba Agüero. El 25 de junio se confirmó que Agüero estaría entre los 23 jugadores elegidos para participar en el torneo. Agüero debutó en el primer partido de su selección en el torneo entrando en el minuto 70 en sustitución de Lavezzi. En el momento en que salió al campo, Argentina perdía 0 a 1 contra Bolivia. A los seis minutos de entrar, consiguió el gol que significaba el empate a uno definitivo. En el tercer y último partido de la fase de grupos, Agüero disputó su primer partido como titular. Tras dos empates en los dos primeros partidos, Argentina necesitaba ganar para clasificarse para la siguiente fase. Agüero contribuyó a la victoria por tres a cero marcando dos goles. En el partido de cuartos de final, Argentina cayó eliminada ante Uruguay en la tanda de penaltis después de finalizar el partido con empate a uno. Agüero comenzó el encuentro como titular pero fue sustituido en el minuto 80 por Carlos Tévez.
Además, ha sido el goleador de la selección argentina en dos Copas Américas consecutivas (2011 y 2015), y en un Mundial (2018). Actualmente ha sido superado por Messi Y Di María en ser el argentino ganador de 4 títulos oficiales (Agüero tiene 2 títulos con la sub-20, 1 con la sub-23 y uno con la adulta) con las diferentes categorías de las selecciones nacionales ya sean sub-15 hasta sub-20, sub-22 a sub-23 y/o adulta  (Maradona tiene 2 títulos con la adulta y 1 con la sub-20 mientras que Messi y Di María tienen 5 (3 con la adulta, 1 con la sub-23 y 1 con la sub-20).
Como particularidad hay que decir que Agüero solo una vez pudo jugar los 90 minutos en un partido mundialista (contra Islandia, en 2018), siendo no convocado (por Pekerman en 2006) y/o mayormente relegado al banco (por Maradona en 2010, Sabella en 2014 y por Sampaoli en 2018) para ser utilizado ocasionalmente como substituto en los minutos finales de los partidos.

### Participaciones en Copa América
| Torneo                  | Sede           | Resultado        | Partidos | Goles | Asist. |
| ----------------------- | -------------- | ---------------- | -------- | ----- | ------ |
| Copa América 2011       | Argentina      | Cuartos de final | 4        | 3     | 0      |
| Copa América 2015       | Chile          | Subcampeón       | 5        | 3     | 0      |
| Copa América Centenario | Estados Unidos | Subcampeón       | 5        | 1     | 0      |
| Copa América 2019       | Brasil         | Tercer lugar     | 6        | 2     | 1      |
| Copa América 2021       | Brasil         | Campeón          | 4        | 0     | 1      |
| Total                   | Total          | Total            | 24       | 9     | 2      |

### Participaciones en Copas del Mundo
| Torneo                   | Sede         | Resultado        | Partidos | Goles | Asist. |
| ------------------------ | ------------ | ---------------- | -------- | ----- | ------ |
| Copa Mundial Sub-20 2005 | Países Bajos | Campeón          | 4        | 0     | 3      |
| Copa Mundial Sub-20 2007 | Canadá       | Campeón          | 7        | 6     | 3      |
| Copa Mundial 2010        | Sudáfrica    | Cuartos de final | 3        | 0     | 1      |
| Copa Mundial 2014        | Brasil       | Subcampeón       | 5        | 0     | 0      |
| Copa Mundial 2018        | Rusia        | Octavos de final | 4        | 2     | 0      |
| Total                    | Total        | Total            | 23       | 8     | 7      |

#### Goles internacionales
| Goles en Sudamericanos          | Goles en Sudamericanos | Goles en Sudamericanos | Goles en Sudamericanos | Goles en Sudamericanos   |
| Lugar                           | Rival                  | Gol                    | Resultado              | Competición              |
| ------------------------------- | ---------------------- | ---------------------- | ---------------------- | ------------------------ |
| Estadio Villa Alegre , Paraguay | Estados Unidos         | 2-1                    | 2-1                    | Sudamericano Sub-16 2004 |
| Estadio Villa Alegre, Paraguay  | Ecuador                | 2-0                    | 2-0                    | Sudamericano Sub-16 2004 |
| Estadio Villa Alegre, Paraguay  | Perú                   | 1-0                    | 1-0                    | Sudamericano Sub-16 2004 |

| 1 | 19 de agosto de 2008 | Estadio de los Trabajadores, Pekín, China | Brasil | 1 - 0 | 3 - 0 | Juegos Olímpicos Pekín 2008 |
| 2 | 19 de agosto de 2008 | Estadio de los Trabajadores, Pekín, China | Brasil | 2 - 0 | 3 - 0 | Juegos Olímpicos Pekín 2008 |

| 1  | 17–11–2007 | Estadio Monumental, Argentina   | Bolivia              | 1-0 | 3-0 | Clasificación Mundial 2010 |
| 2  | 26–3–2008  | Estadio Internacional, Egipto   | Egipto               | 1-0 | 2-0 | Amistoso                   |
| 3  | 4–6–2008   | Estadio Qualcomm, EEUU          | México               | 1-4 | 1-4 | Amistoso                   |
| 4  | 6–9–2008   | Estadio Monumental, Argentina   | Paraguay             | 1-1 | 1-1 | Clasificación Mundial 2010 |
| 5  | 11–10–2008 | Estadio Monumental, Argentina   | Uruguay              | 2-1 | 2-1 | Clasificación Mundial 2010 |
| 6  | 28–3–2009  | Estadio Monumental, Argentina   | Venezuela            | 4-0 | 4-0 | Clasificación Mundial 2010 |
| 7  | 12–8–2009  | Estadio Lokomotiv, Rusia        | Rusia                | 1-1 | 2-3 | Amistoso                   |
| 8  | 24–5–2010  | Estadio Monumental, Argentina   | Canadá               | 5-0 | 5-0 | Amistoso                   |
| 9  | 7–9–2010   | Estadio Monumental, Argentina   | España               | 4-1 | 4-1 | Amistoso                   |
| 10 | 20–6–2011  | Estadio Monumental, Argentina   | Albania              | 3-0 | 4-0 | Amistoso                   |
| 11 | 2–7–2011   | Ciudad de La Plata, Argentina   | Bolivia              | 1-1 | 1-1 | Copa América 2011          |
| 12 | 12–7–2011  | Mario A. Kempes, Argentina      | Costa Rica           | 1-0 | 3-0 | Copa América 2011          |
| 13 | 12–7–2011  | Mario A. Kempes, Argentina      | Costa Rica           | 2-0 | 3-0 | Copa América 2011          |
| 14 | 15–11–2011 | Roberto Meléndez, Colombia      | Colombia             | 1-2 | 1-2 | Clasificación Mundial 2014 |
| 15 | 3–6–2012   | Estadio Monumental, Argentina   | Ecuador              | 1-0 | 4-0 | Clasificación Mundial 2014 |
| 16 | 13–10–2012 | Malvinas Argentinas, Argentina  | Uruguay              | 2-0 | 3-0 | Clasificación Mundial 2014 |
| 17 | 6–2–2013   | Friends Arena, Suecia           | Suecia               | 2-1 | 2-3 | Amistoso                   |
| 18 | 11–6–2013  | Olímpico Atahualpa, Ecuador     | Ecuador              | 0-1 | 1-1 | Clasificación Mundial 2014 |
| 19 | 11–9–2013  | Defensores del Chaco, Paraguay  | Paraguay             | 1-2 | 2-5 | Clasificación Mundial 2014 |
| 20 | 19–11–2013 | Busch Stadium, EEUU             | Bosnia y Herzegovina | 1-0 | 2-0 | Amistoso                   |
| 21 | 19–11–2013 | Busch Stadium, EEUU             | Bosnia y Herzegovina | 2-0 | 2-0 | Amistoso                   |
| 22 | 3–9–2014   | Esprit Arena, Alemania          | Alemania             | 0-1 | 2-4 | Amistoso                   |
| 23 | 1–4–2015   | MetLife Stadium, EEUU           | Ecuador              | 1-0 | 2-1 | Amistoso                   |
| 24 | 7–6–2015   | Estadio Bicentenario, Argentina | Bolivia              | 2-0 | 5-0 | Amistoso                   |
| 25 | 7–6–2015   | Estadio Bicentenario, Argentina | Bolivia              | 3-0 | 5-0 | Amistoso                   |
| 26 | 7–6–2015   | Estadio Bicentenario, Argentina | Bolivia              | 4-0 | 5-0 | Amistoso                   |
| 27 | 13–6–2015  | Estadio La Portada, Chile       | Paraguay             | 1-0 | 2-2 | Copa América 2015          |
| 28 | 17–6–2015  | Estadio La Portada, Chile       | Uruguay              | 1-0 | 1-0 | Copa América 2015          |
| 29 | 1–7–2015   | Estadio Collao, Chile           | Paraguay             | 5-1 | 6-1 | Copa América 2015          |
| 30 | 5–9–2015   | BBVA Compass Stadium, EEUU      | Bolivia              | 2-0 | 7-0 | Amistoso                   |
| 31 | 5–9–2015   | BBVA Compass Stadium, EEUU      | Bolivia              | 4-0 | 7-0 | Amistoso                   |
| 32 | 9–9–2015   | AT&T Stadium, EEUU              | México               | 1-2 | 2-2 | Amistoso                   |
| 33 | 11–6–2016  | Soldier Field, EEUU             | Panamá               | 5-0 | 5-0 | Copa América 2016          |
| 34 | 11–11–2017 | Luzhniki Stadium, Rusia         | Rusia                | 1-0 | 1-0 | Amistoso                   |
| 35 | 14–11–2017 | Krasnodar Stadium, Rusia        | Nigeria              | 2-0 | 2-4 | Amistoso                   |
| 36 | 30–5–2018  | La Bombonera, Argentina         | Haití                | 4-0 | 4-0 | Amistoso                   |
| 37 | 16–6–2018  | Otkrytie Arena, Rusia           | Islandia             | 1-0 | 1-1 | Copa Mundial de 2018       |
| 38 | 30–6–2018  | Kazan Arena, Rusia              | Francia              | 3-4 | 3-4 | Copa Mundial de 2018       |
| 39 | 23-6-2019  | Arena do Grêmio, Brasil         | Catar                | 2-0 | 2-0 | Copa América 2019          |
| 40 | 6-7-2019   | Arena Corinthians, Brasil       | Chile                | 1-0 | 2-1 | Copa América 2019          |
| 41 | 18-11-2019 | Estadio de Bloomfield, Israel   | Uruguay              | 1-1 | 2-2 | Amistoso                   |

## Distinciones
Con 40 partidos en Independiente y participaciones en los seleccionados juveniles, Sergio compartió con Lionel Messi el premio revelación «Clarín de Oro» 2005.
Por su gran desempeño en la temporada 2007-08 de la Primera División de España recibió el premio Antonio Puerta al mejor jugador y el Trofeo EFE al mejor futbolista iberoamericano. Además, obtuvo el segundo puesto en la votación del Trofeo Alfredo Di Stéfano. A mitad del citado curso recibió además del Botín y Balón de Oro conseguidos en el Mundial Juvenil de Canadá, motivos todos ellos por los que Agüero fue condecorado con el Golden Boy, trofeo entregado por el periódico italiano Tuttosport al mejor jugador joven del fútbol europeo, considerado como el Balón de Oro a los menores de 21 años.
Precisamente, estuvo entre los treinta preseleccionados para obtener el citado Balón de Oro en 2008, y entre los veintitrés nominados al premio al Jugador Mundial de la FIFA 2008. y nuevamente el 1 de noviembre de 2011 la FIFA y la revista France Football anunciaron que Agüero era uno de los 23 jugadores candidatos a obtener el FIFA Balón de Oro 2011.
En 2020 obtuvo el Diploma al Mérito de los Premios Konex por su trayectoria como futbolista en el exterior de la última década.

### Salón de la Fama de la Premier League
El 21 de abril del 2022, fue seleccionado para ingresar al Salón de la Fama de la Premier League, junto con el belga Vincent Kompany, el marfileño Didier Drogba, el danés Peter Schmeichel entre otros.

### Estatua en el Etihad Stadium
El Manchester City Football Club anunció el 23 de agosto de 2021 que Agüero tendrá una estatua en el Etihad Stadium para conmemorar su trayectoria en el club, en el cual se convirtió en uno de sus ídolos como máximo goleador de su historia.

## Vida privada
Estuvo en pareja con Gianinna Maradona, hija del exfutbolista y ex director técnico de la selección argentina, Diego Armando Maradona, desde principio de 2008, con la que tiene un hijo, llamado Benjamín Agüero Maradona, nacido el 19 de febrero de 2009 en Madrid.
Sentimentalmente también se le vinculó con anterioridad a las modelos Eliana Guercio, con quien habría mantenido un breve romance, y Jesica Cirio, hacia la cual habría demostrado un profundo interés. Desde 2012 hasta 2017 estuvo en pareja con la cantante tropical argentina Karina. Hacia mediados de 2019 se lo vinculó sentimentalmente con Sofía Calzetti, una modelo argentina residente en Inglaterra, dejando atrás los rumores de romance con Tini Stoessel, con quien grabó el clip del tema "22". Es la primera vez, luego de su relación con "La Princesita", que blanquea una relación.
A Sergio le gusta la cumbia y ha grabado junto con el grupo Los Leales una canción en su honor llamada El Kun Agüero.
Fragmento de El Kun Agüero:

La hinchada grita: «¡Vamos Kun Agüero!»
Fuerza, que el mundo quiere verte
mostrando tu coraje
alegras a la gente con tu juego

Entre sus pasatiempos se encuentra jugar con la Xbox, afición que comparte con su compañero de la infancia, Gustavo Galeron.
Sergio siempre ha demostrado una fidelidad notable a su club de origen, el Club Atlético Independiente del cual es hincha. En julio de 2011 y tras ser cuestionada su fidelidad hacia el cuadro Colchonero, dueño de su pase, Agüero contestó diciendo que no era aficionado del Atlético de Madrid y sí lo era del cuadro de Avellaneda. También ha declarado innumerables veces que solo jugaría en Independiente dentro de la Argentina.
Sergio Agüero participó en la película Torrente 4 del director Santiago Segura, estrenada el 11 de marzo en 2011. Salió junto con otros famosos, como Cesc Fàbregas, Belén Esteban, Kiko Rivera Pantoja, Kiko Matamoros, Ana Obregón, Eugenia Martínez de Irujo, y también pueden aparecer futbolistas como Álvaro Arbeloa, Sergio Ramos, Raúl Albiol y Gonzalo Higuaín, que sustituirán a los madridistas que hicieron su aparición en la tercera parte de la saga.
Es hermano de los futbolistas Mauricio Del Castillo, y Gastón del Castillo.

## Vida pública post-retiro

### Twitch
A causa de la pandemia de COVID-19, a mediados de 2020, el futbolista comenzó a realizar transmisiones en vivo en la plataforma Twitch. Su nombre de usuario, SLAKUN10, son las iniciales de su nombre (Sergio Leonel Agüero). En menos de un mes, alcanzó casi medio millón de seguidores.
Durante mayo de 2020, su canal fue el que obtuvo mayor crecimiento en la plataforma. En octubre de ese mismo año, lanzó su propio equipo de esports llamado KRÜ. El nombre proviene de la palabra en inglés “crew” (“equipo” o “tripulación”, en español) pero escrito con la letra “K” de Kun y la “Ü” de Agüero.
A finales de 2021, hizo un cameo en el YouTube Rewind hispano del youtuber Alecmolon, una versión hispana del YouTube Rewind.
En enero de 2022, recibió un galardón de los Premios Esland del youtuber TheGrefg, en la categoría «clip del año», por su frase viral Vamo' a juga', que surgió de una de sus transmisiones.

### Kings League
Desde noviembre de 2022, forma parte de la nueva liga de fútbol 7 creada por Gerard Piqué llamada Kings League, donde están involucrados varios streamers hispanohablantes como Ibai Llanos, Juansguarnizo y DjMariio entre otros, y algunos exfutbolistas como Iker Casillas y el propio Agüero. Su equipo, donde ejerce como presidente, se llama Kunisports, el cual le ha permitido disputar varios partidos como jugador 12 y 13. Los partidos de su equipo se pueden seguir desde su canal de Twitch SLAKUN10 y desde el canal oficial de la liga Kings League.

### ESPN
El 15 de abril de 2022, se incorporó al equipo de ESPN como comentarista deportivo. Sin embargo, ha expresado su deseo de mantener su perfil actual y no inmiscuir en el rol tradicional en los programas de debate y en las transmisiones deportivas. De tal modo, ha participado en un espacio de transmisiones alternativas llamado ESPN Watch Party, excluso de Star+. Allí ve los partidos más importantes del fútbol internacional e interactúa con importantes personalidades del deporte, entre ellas lo han acompañado Carlos Tévez y Maxi Rodríguez.

## Estadísticas

### Clubes
Actualizado a fin de carrera deportiva.
| Club                             | Temporada     | Div.          | Liga  | Liga  | Liga   | Copas | Copas | Copas  | Internacional | Internacional | Internacional | Total | Total | Total  | Media goleadora |
| Club                             | Temporada     | Div.          | Part. | Goles | Asist. | Part. | Goles | Asist. | Part.         | Goles         | Asist.        | Part. | Goles | Asist. | Media goleadora |
| -------------------------------- | ------------- | ------------- | ----- | ----- | ------ | ----- | ----- | ------ | ------------- | ------------- | ------------- | ----- | ----- | ------ | --------------- |
| Independiente Argentina          | 2002-03       | 1.ª           | 1     | —     | —      | —     | —     | —      | —             | —             | —             | 1     | 0     | 0      | 0               |
| Independiente Argentina          | 2003-04       | 1.ª           | 5     | —     | —      | —     | —     | —      | 2             | —             | —             | 7     | 0     | 0      | 0               |
| Independiente Argentina          | 2004-05       | 1.ª           | 12    | 5     | 3      | —     | —     | —      | —             | —             | —             | 12    | 5     | 3      | 0,41            |
| Independiente Argentina          | 2005-06       | 1.ª           | 36    | 18    | 5      | —     | —     | —      | —             | —             | —             | 36    | 18    | 5      | 0,50            |
| Independiente Argentina          | Total club    | Total club    | 54    | 23    | 8      | 0     | 0     | 0      | 2             | 0             | 0             | 56    | 23    | 8      | 0,41            |
| Atlético de Madrid · España      | 2006-07       | 1.ª           | 38    | 6     | 5      | 4     | 1     | —      | —             | —             | —             | 42    | 7     | 5      | 0,16            |
| Atlético de Madrid · España      | 2007-08       | 1.ª           | 37    | 19    | 8      | 4     | 2     | —      | 9             | 6             | 4             | 50    | 27    | 12     | 0,54            |
| Atlético de Madrid · España      | 2008-09       | 1.ª           | 37    | 17    | 11     | 1     | —     | —      | 9             | 4             | 4             | 47    | 21    | 15     | 0,44            |
| Atlético de Madrid · España      | 2009-10       | 1.ª           | 31    | 12    | 6      | 7     | 1     | 4      | 16            | 6             | 3             | 54    | 19    | 13     | 0,35            |
| Atlético de Madrid · España      | 2010-11       | 1.ª           | 32    | 20    | 6      | 4     | 3     | 4      | 5             | 4             | 1             | 41    | 27    | 11     | 0,65            |
| Atlético de Madrid · España      | Total club    | Total club    | 175   | 74    | 36     | 20    | 7     | 8      | 39            | 20            | 12            | 234   | 101   | 56     | 0,43            |
| Manchester City F. C. Inglaterra | 2011-12       | 1.ª           | 34    | 23    | 10     | 4     | 2     | —      | 10            | 5             | 4             | 48    | 30    | 14     | 0,62            |
| Manchester City F. C. Inglaterra | 2012-13       | 1.ª           | 30    | 12    | 6      | 5     | 3     | 2      | 5             | 2             | —             | 40    | 17    | 8      | 0,42            |
| Manchester City F. C. Inglaterra | 2013-14       | 1.ª           | 23    | 17    | 6      | 5     | 5     | 2      | 6             | 6             | 3             | 34    | 28    | 11     | 0,82            |
| Manchester City F. C. Inglaterra | 2014-15       | 1.ª           | 33    | 26    | 8      | 2     | —     | —      | 7             | 6             | 2             | 42    | 32    | 10     | 0,76            |
| Manchester City F. C. Inglaterra | 2015-16       | 1.ª           | 30    | 24    | 5      | 5     | 3     | 3      | 9             | 2             | —             | 44    | 29    | 8      | 0,65            |
| Manchester City F. C. Inglaterra | 2016-17       | 1.ª           | 31    | 20    | 5      | 6     | 5     | 1      | 8             | 8             | 2             | 45    | 33    | 8      | 0,73            |
| Manchester City F. C. Inglaterra | 2017-18       | 1.ª           | 25    | 21    | 5      | 7     | 5     | —      | 7             | 4             | 3             | 39    | 30    | 8      | 0,76            |
| Manchester City F. C. Inglaterra | 2018-19       | 1.ª           | 33    | 21    | 6      | 6     | 5     | 2      | 7             | 6             | 2             | 46    | 32    | 10     | 0,69            |
| Manchester City F. C. Inglaterra | 2019-20       | 1.ª           | 24    | 16    | 5      | 5     | 5     | —      | 3             | 2             | —             | 32    | 23    | 5      | 0,71            |
| Manchester City F. C. Inglaterra | 2020-21       | 1.ª           | 12    | 4     | 3      | 1     | —     | —      | 7             | 2             | —             | 20    | 6     | 3      | 0,3             |
| Manchester City F. C. Inglaterra | Total club    | Total club    | 275   | 184   | 59     | 46    | 33    | 10     | 69            | 43            | 16            | 390   | 260   | 85     | 0,66            |
| F. C. Barcelona · España         | 2021-22       | 1.ª           | 4     | 1     | —      | —     | —     | —      | 1             | —             | —             | 5     | 1     | 0      | 0,2             |
| Total carrera                    | Total carrera | Total carrera | 508   | 282   | 103    | 66    | 40    | 18     | 111           | 63            | 28            | 685   | 385   | 149    | 0.56            |
| 1. 2. 3.                         |               |               |       |       |        |       |       |        |               |               |               |       |       |        |                 |

### Selecciones
Actualizado a fin de carrera deportiva.
| Selección | Temporada | Amistosos | Amistosos | Amistosos | Sudamérica(1) | Sudamérica(1) | Sudamérica(1) | Mundial(2) | Mundial(2) | Mundial(2) | Total | Total | Total  | Media goleadora |
| Selección | Temporada | Part.     | Goles     | Asist.    | Part.         | Goles         | Asist.        | Part.      | Goles      | Asist.     | Part. | Goles | Asist. | Media goleadora |
| --- | --------- | --------- | --------- | --------- | ------------- | ------------- | ------------- | ---------- | ---------- | ---------- | ----- | ----- | ------ | --------------- |
| Absoluta Argentina | 2006      | 2         | 0         | 0         | —             | —             | —             | —          | —          | —          | 2     | 0     | 0      | 0               |
| Absoluta Argentina | 2007      | 2         | 0         | 0         | 2             | 1             | 0             | —          | —          | —          | 4     | 1     | 0      | 0,25            |
| Absoluta Argentina | 2008      | 3         | 2         | 0         | 6             | 2             | 0             | —          | —          | —          | 9     | 4     | 0      | 0,44            |
| Absoluta Argentina | 2009      | 2         | 1         | 2         | 4             | 1             | 1             | —          | —          | —          | 6     | 2     | 3      | 0,33            |
| Absoluta Argentina | 2010      | 2         | 2         | 0         | —             | —             | —             | 3          | 0          | 1          | 5     | 2     | 1      | 0,40            |
| Absoluta Argentina | 2011      | 3         | 1         | 1         | 5             | 4             | 0             | —          | —          | —          | 8     | 5     | 1      | 0,62            |
| Absoluta Argentina | 2012      | 4         | 0         | 2         | 3             | 2             | 0             | —          | —          | —          | 7     | 2     | 2      | 0,28            |
| Absoluta Argentina | 2013      | 4         | 3         | 0         | 4             | 2             | 0             | —          | —          | —          | 8     | 5     | 0      | 0,62            |
| Absoluta Argentina | 2014      | 5         | 2         | 1         | —             | —             | —             | 5          | 0          | 0          | 10    | 2     | 1      | 0,20            |
| Absoluta Argentina | 2015      | 4         | 7         | 4         | 6             | 3             | 0             | —          | —          | —          | 10    | 10    | 4      | 1               |
| Absoluta Argentina | 2016      | 1         | 0         | 0         | 10            | 1             | 0             | —          | —          | —          | 11    | 1     | 0      | 0,09            |
| Absoluta Argentina | 2017      | 2         | 2         | 0         | 2             | 0             | 0             | —          | —          | —          | 4     | 2     | 0      | 0,50            |
| Absoluta Argentina | 2018      | 1         | 1         | 0         | —             | —             | —             | 4          | 2          | 0          | 5     | 3     | 0      | 0,60            |
| Absoluta Argentina | 2019      | 2         | 1         | 0         | 6             | 2             | 1             | —          | —          | —          | 8     | 3     | 1      | 0,37            |
| Absoluta Argentina | 2020      | —         | —         | —         | —             | —             | —             | —          | —          | —          | —     | —     | —      | 0               |
| Absoluta Argentina | 2021      | —         | —         | —         | 4             | 0             | 1             | —          | —          | —          | 4     | 0     | 1      | 0               |
| Absoluta Argentina | Total     | 37        | 22        | 10        | 52            | 18            | 2             | 12         | 2          | 1          | 101   | 42    | 14     | 0,41            |
| (1) Incluye los partidos del Sudamericano Sub-16 (2004); Clasificatorias Sudamericanas / Copa América (2007-Act.). (2) Incluye los partidos de los Juegos Olímpicos (2008). |           |           |           |           |               |               |               |            |            |            |       |       |        |                 |

### Resumen estadístico
| Competición           | Partidos | Goles | Promedio | Asistencias | Promedio | Goles y asistencias | Promedio |
| --------------------- | -------- | ----- | -------- | ----------- | -------- | ------------------- | -------- |
| Primera División      | 508      | 282   | 0,56     | 103         | 0,16     | 372                 | 0,73     |
| Copas nacionales      | 66       | 40    | 0,61     | 18          | 0,18     | 53                  | 0,79     |
| Copas internacionales | 111      | 63    | 0,59     | 28          | 0,19     | 85                  | 0,78     |
| Selección Argentina   | 101      | 42    | 0,42     | 14          | 0,13     | 56                  | 0,57     |
| Selección olímpica    | 5        | 2     | 0,40     | 0           | 0,00     | 2                   | 0,40     |
| Selección sub-20      | 11       | 6     | 0,55     | 5           | 0,46     | 11                  | 1,00     |
| Selección sub-17      | 5        | 3     | 0,60     | 0           | 0,00     | 3                   | 0,60     |
| Total                 | 800      | 438   | 0,54     | 168         | 0,21     | 606                 | 0,75     |

### Hat-tricks
| 1  | 21 de mayo de 2011       | Iberostar, Palma de Mallorca        | Mallorca - Atlético de Madrid              |  | 3 - 4 | Primera División de España 2010-11   |
| 2  | 10 de septiembre de 2011 | Ciudad de Mánchester, Mánchester    | Manchester City - Wigan Athletic           |  | 3 - 0 | Premier League 2011-12               |
| 3  | 25 de enero de 2014      | Ciudad de Mánchester, Mánchester    | Manchester City - Watford                  |  | 4 - 0 | FA Cup 2013-14                       |
| 4  | 18 de octubre de 2014    | Ciudad de Mánchester, Mánchester    | Manchester City - Tottenham Hotspur        |  | 4 - 1 | Premier League 2014-15               |
| 5  | 25 de noviembre de 2014  | Ciudad de Mánchester, Mánchester    | Manchester City - Bayern Múnich            |  | 3 - 2 | Liga de Campeones de la UEFA 2014-15 |
| 6  | 10 de mayo de 2015       | Ciudad de Mánchester, Mánchester    | Manchester City - Queens Park Rangers      |  | 6 - 0 | Premier League 2014-15               |
| 7  | 6 de junio de 2015       | San Juan del Bicentenario, San Juan | Argentina - Bolivia                        |  | 5 - 0 | Amistoso                             |
| 8  | 3 de octubre de 2015     | Ciudad de Mánchester, Mánchester    | Manchester City - Newcastle United         |  | 6 - 1 | Premier League 2015-16               |
| 9  | 16 de abril de 2016      | Stamford Bridge, Londres            | Chelsea - Manchester City                  |  | 0 - 3 | Premier League 2015-16               |
| 10 | 16 de agosto de 2016     | Stadionul Ghencea, Bucarest         | Steaua de Bucarest - Manchester City       |  | 0 - 5 | Liga de Campeones de la UEFA 2016-17 |
| 11 | 14 de septiembre de 2016 | Ciudad de Mánchester, Mánchester    | Manchester City - Borussia Mönchengladbach |  | 4 - 0 | Liga de Campeones de la UEFA 2016-17 |
| 12 | 16 de septiembre de 2017 | Vicarage Road, Watford              | Watford - Manchester City                  |  | 0 - 6 | Premier League 2017-18               |
| 13 | 20 de enero de 2018      | Ciudad de Mánchester, Mánchester    | Manchester City - Newcastle United         |  | 3 - 1 | Premier League 2017-18               |
| 14 | 10 de febrero de 2018    | Ciudad de Mánchester, Mánchester    | Manchester City - Leicester City           |  | 5 - 1 | Premier League 2017-18               |
| 15 | 19 de agosto de 2018     | Ciudad de Mánchester, Mánchester    | Manchester City - Huddersfield Town        |  | 6 - 1 | Premier League 2018-19               |
| 16 | 3 de febrero de 2019     | Ciudad de Mánchester, Mánchester    | Manchester City - Arsenal                  |  | 3 - 1 | Premier League 2018-19               |
| 17 | 8 de febrero de 2019     | Ciudad de Mánchester, Mánchester    | Manchester City - Chelsea                  |  | 6 - 0 | Premier League 2018-19               |
| 18 | 12 de enero de 2020      | Villa Park, Birmingham              | Aston Villa - Manchester City              |  | 1 - 6 | Premier League 2019-20               |

## Palmarés

### Títulos nacionales
| Título           | Equipo                | País       | Año     |
| ---------------- | --------------------- | ---------- | ------- |
| Premier League   | Manchester City F. C. | Inglaterra | 2011-12 |
| Community Shield | Manchester City F. C. | Inglaterra | 2012    |
| Copa de la Liga  | Manchester City F. C. | Inglaterra | 2013-14 |
| Premier League   | Manchester City F. C. | Inglaterra | 2013-14 |
| Copa de la Liga  | Manchester City F. C. | Inglaterra | 2015-16 |
| Copa de la Liga  | Manchester City F. C. | Inglaterra | 2017-18 |
| Premier League   | Manchester City F. C. | Inglaterra | 2017-18 |
| Community Shield | Manchester City F. C. | Inglaterra | 2018    |
| Copa de la Liga  | Manchester City F. C. | Inglaterra | 2018-19 |
| Premier League   | Manchester City F. C. | Inglaterra | 2018-19 |
| FA Cup           | Manchester City F. C. | Inglaterra | 2018-19 |
| Community Shield | Manchester City F. C. | Inglaterra | 2019    |
| Copa de la Liga  | Manchester City F. C. | Inglaterra | 2019-20 |
| Premier League   | Manchester City F. C. | Inglaterra | 2020-21 |
| Copa de la Liga  | Manchester City F. C. | Inglaterra | 2020-21 |

### Títulos internacionales
| Título                 | Equipo (*)                      | Sede         | Año     |
| ---------------------- | ------------------------------- | ------------ | ------- |
| Copa Mundial sub-20    | Selección de Argentina sub-20   | Países Bajos | 2005    |
| Copa Mundial sub-20    | Selección de Argentina sub-20   | Canadá       | 2007    |
| Juegos Olímpicos       | Selección de Argentina Olímpica | China        | 2008    |
| Liga Europa de la UEFA | Atlético de Madrid              | Alemania     | 2009-10 |
| Supercopa de la UEFA   | Atlético de Madrid              | Mónaco       | 2010    |
| Copa América           | Selección de Argentina          | Brasil       | 2021    |

### Distinciones individuales
| Distinción                                          | Año  |
| --------------------------------------------------- | ---- |
| Equipo Ideal de América                             | 2005 |
| Premio Golden Boy                                   | 2007 |
| Mejor Jugador de octubre en la Premier League       | 2013 |
| Mejor Jugador de la temporada en la Premier League  | 2014 |
| Mejor Jugador de noviembre en la Premier League     | 2014 |
| Bota de Oro de la Premier League                    | 2015 |
| Equipo ideal segunda fecha de la Copa América       | 2015 |
| Once ideal primera fase de la Copa América          | 2015 |
| Mejor Jugador de enero en la Premier League         | 2016 |
| Máximo goleador histórico del Manchester City       | 2017 |
| Mejor jugador de enero en la Premier League         | 2018 |
| PFA Team of the Year                                | 2018 |
| MVP Community Shield 2018                           | 2018 |
| PFA Team of the Year                                | 2019 |
| Extranjero con más goles en la Premier League (177) | 2019 |
| Mejor Jugador de enero en la Premier League         | 2020 |
| Premio Konex - Fútbol en el Exterior                | 2020 |
| Premios Esland - Clip del Año                       | 2022 |